# 弓削豊穂
弓削 豊穂（ゆげ の とよほ、生没年不詳）は、日本の古墳時代の人物。姓は連。雄略天皇の命を受け、神事を汚して逃げた凡河内香賜を殺した。

## 概要
弓削氏は弓の製作にあたった弓削部を管掌した伴造の一族で、豊穂は史書に現われる弓削氏最古の人物である。
雄略天皇9年（465年）雄略天皇は胸形神（宗像神社の神）を祀るために凡河内香賜と采女を遣わした。しかるに神事の前に香賜が采女を犯したので、天皇が難波日鷹を遣わして誅殺しようとしたところ、香賜は逃げて行方を眩ました。そこで、捜索に派遣された弓削豊穂は国内の県を探し回った後、三島郡の藍原（現在の大阪府茨木市安威）で香賜を捕らえて斬り殺した。